# Cytokiner
Cytokiner är en grupp proteiner och peptider vars funktion är att bära kemiska signaler. De fäster sig till specifika receptorer på målcellerna och tillverkas av kroppen enbart när de behövs. De har många olika sorters målceller. Vissa cytokiner bidrar till immunsystemet, och en del andra stimulerar bildandet av röda och vita blodkroppar.
Östrogen minskar antalet cytokiner, och skyddar därmed nervcellerna. Den antiinflammatoriska verkan har lett till att man antar att det kan finnas ett samband mellan bristande östrogenfunktion och uppkomsten av vissa autoimmuna sjukdomar, och östriol har använts terapeutiskt mot en del sådana.